# Sammlung Cervantes der Biblioteca de Cataluña
| Sammlung Cervantes  | Sammlung Cervantes                                    |
| ------------------- | ----------------------------------------------------- |
|                     |                                                       |
| Umfang              | circa 9000 Bände                                      |
| Herkunft            | Schenkung von Isidre Bonsoms 1915 und spätere Zugänge |
| Berichtszeitraum    | 16. Jahrhundert bis heute                             |
| Anzahl der Sprachen | 51                                                    |
| Zugang              | Rara-Lesesaal der Biblioteca de Catalunya             |

Die Sammlung Cervantes der Biblioteca de Catalunya stellt eine der herausragendsten Sammlungen in öffentlicher Hand über Miguel de Cervantes und sein Werk dar.
Ihren Ursprung fand sie 1915 in einer Schenkung von ungefähr 3400 Bänden des Bibliophilen Isidre Bonsoms aus Barcelona. Sie umfasst sowohl Cervantes‘ Werke in Originalsprache und Übersetzungen als auch biografische und literaturkritische Texte sowie adaptierte, inspirierte und ikonografische Werke.

## Geschichte
1914 teilte Isidre Bonsoms i Sicart, ein katalanischer Bibliophiler und Gelehrter, den damaligen Verantwortlichen Inspektor Jaume Massó i Torrents und Direktor Jordi Rubió y Balaguer mit, dass er der Biblioteca de Catalunya seine Cervantes-Sammlung, die er in jahrelangen mühsamen Recherchen zusammengetragen hatte, schenken wolle. Etwa ein Drittel dieser Bücher entstammte ursprünglich dem Besitz Leopold Rius‘ (1840–1898), dem Begründer der modernen Cervantinischen Bibliografie.
Als die gerade neu gegründete Bibliothek im Jahre 1915 die Sammlung von 3367 Bänden erhielt, wurden die Bestände zunächst im Blauen Raum des Institut d’Estudis Catalans im Palacio de la Generalidad untergebracht. Von dort wurden sie 1936 in den Sala Cervantina des heutigen Hauptsitzes der Bibliothek im ehemaligen Hospital de la Santa Cruz umgelagert. Um die Zugänglichkeit der einzigartigen und wertvollen Bestände für die Öffentlichkeit zu erleichtern, wurde Joan Givanel als erster Verantwortlicher für diese Sammlung vom Institut d’Estudis Catalans mit der Erstellung eines Katalogs beauftragt.
Seitdem wurde der Bestand stets weiterentwickelt und vergrößert sich noch immer durch Zukäufe, Schenkungen, Tausch und Pflichtexemplare. Derzeit umfasst die Sammlung ungefähr 9000 Bände.

## Inhalt und herausragende Exemplare
Außer dem bibliografischen Wert der gesamten Sammlung sind auch einige individuell erstrangige Exemplare zu erwähnen.
Die Sammlung enthält die ersten Ausgaben aller originalen und übertetzten Werke von Cervantes – abgesehen von La Galatea, von der ein sehr seltenes Exemplar der 1590 in Lissabon veröffentlichten zweiten Ausgabe vorhanden ist.
Unter den zahlreichen wertvollen Stücken der Sammlung, stechen beispielsweise folgende Exemplare von Editionen des berühmtesten Werkes von Miguel de Cervantes, dem Quijote, heraus:
- ein Exemplar der sechs 1605 gedruckten Ausgaben des ersten Teils. Damit befindet sich laut dem Censo de ejemplares – erarbeitet von der Gruppe der Investigación Prinqeps 1605 und geleitet von Víctor Infantes – eines von 28 existierenden Exemplaren der ersten Ausgabe in der Biblioteca de Catalunya.
- Exemplare aller 65 Ausgaben, die im Goldenen Zeitalter Spaniens entstanden sind.
- ein Exemplar der ersten Ausgabe, die beide Teile enthält und 1617 in Barcelona veröffentlicht wurde.[4]
- ein Exemplar der englischen Ausgabe von Edward Bount [1617], die eine der ersten Darstellungen der zwei Hauptpersonen Quijote und Sancho enthält
- Erstausgaben der Übersetzungen ins Englische (1612), Französische (1614), Italienische (1622), Deutsche (1648), Niederländische (1657) und weitere Sprachen. Die Sammlung enthält heute insgesamt Quijote-Übersetzungen in mehr als 51 Sprachen.
- Illustrierte Ausgaben von herausragenden Künstlern wie Charles Coypel, Juan Antonio Pellicer, Luis de Madrazo, Eusebi Planas i Franquesa, Apel•les Mestres, Gustave Doré, José Moreno Carbonero, Salvador Dalí, Antonio Saura oder Josep Segrelles.[5]
- eines der fünf Exemplare der Edition, die von Gabriel de Sancha auf Pergament gedruckt wurde und Anmerkungen von Juan Antonio Pellicer beinhaltet.

Unter den grafischen Originalwerken ist die Sammlung von 16 Aquarellen, von denen 15 als Illustrationen der Quijote-Ausgabe der Real Academia Española von 1780 dienten, hervorzuheben. Auch Zeichnungen von u. a. Antonio Carnicero, José del Castillo und José Brunete sowie die Originale von beispielsweise Jaume Juez i Castellà oder Eberhard Schlotter sind besonders erwähnenswert.
Des Weiteren werden für die Sammlung außer den eigenen Werken von Miguel de Cervantes auch Biografien, Studien und Kritiken gesammelt. Ephimere Materialien von Bildchen und Spielkarten bis zu Kinoplakaten (beispielsweise vonDulcinea) sowie einige Objekte bieten, gemeinsam mit den illustrierten Ausgaben und den Originalgraphiken einen Überblick über die große Bandbreite der Cervantinischen Ikonographie. Zudem bereichern einige Partituren wie die der Symphonischen Dichtung Don Quijote von Richard Strauss und auch verschiedene auditive und audiovisuelle Medien wie z. B. die Oper D.Q. die Vielfalt der vertretenen Medienarten.
Schließlich werden in dem Saal der Bibliothek neben den vielen verschiedenen Sammlungsbestandteilen auch noch ein Ölportrait, das Isidre Bonsoms darstellt, von dem Maler José María Vidal-Quadras und eine Bronzebüste von Cervantes gefertigt von dem Bildhauer Josep Reynés aufbewahrt.
Auf dem Portal Memória Digital de Catalunya werden Teile der Sammlung Cervantes unter einer Public Domain zugänglich gemacht.